# Seronatus
Seronatus était un personnage de la Gaule du Ve siècle.

## Biographie
Seronatus est connu par plusieurs lettres de Sidoine Apollinaire, qui le surnomme le « Catilina de notre temps » (Ep. VII, 7, 2). Il exerçait des fonctions judiciaires officielles (peut-être comme vicaire des Sept Provinces, ou vicaire du préfet du prétoire des Gaules) dans ce qui restait de la province d'Aquitaine première échappant encore au pouvoir du proche royaume des Wisigoths, et notamment en Auvergne. Il levait des taxes lourdes, et œuvrait pour les intérêts du roi Euric à la cour duquel il se rendait parfois. En 469, il laissa Euric s'emparer de vastes territoires de sa juridiction.
Finalement accusé de trahison, il fut exécuté sans doute en 471, n'ayant pas bénéficié de l'appui qu'avait eu Arvandus.